# Kanton Les Aix-d'Angillon
Les Aix-d'Angillon is een voormalig kanton van het Franse departement Cher. Het kanton maakte deel uit van het arrondissement Bourges. Het werd opgeheven bij decreet van 21 februari 2014 met uitwerking op 22 maart 2015.

## Gemeenten
Het kanton Les Aix-d'Angillon omvatte de volgende gemeenten:
- Les Aix-d'Angillon (hoofdplaats)
- Aubinges
- Azy
- Brécy
- Morogues
- Parassy
- Rians
- Saint-Céols
- Saint-Germain-du-Puy
- Saint-Michel-de-Volangis
- Sainte-Solange
- Soulangis